# Сен-Капре (Шер)
Сен-Капре́ (фр. Saint-Caprais) — коммуна во Франции, находится в регионе Центр. Департамент — Шер. Входит в состав кантона Леве. Округ коммуны — Бурж.
Код INSEE коммуны — 18201.
Коммуна расположена приблизительно в 210 км к югу от Парижа, в 110 км южнее Орлеана, в 15 км к юго-западу от Буржа.

## Население
Население коммуны на 2008 год составляло 616 человек.
| 1962 | 1968 | 1975 | 1982 | 1990 | 1999 | 2008 |
| ---- | ---- | ---- | ---- | ---- | ---- | ---- |
| 289  | 299  | 271  | 317  | 449  | 491  | 616  |

## Администрация
| Период | Период | Фамилия      | Партия                    | Примечания |
| ------ | ------ | ------------ | ------------------------- | ---------- |
| 2001   | 2008   | Мишель Перро |                           |            |
| 2008   | 2014   | Даниель Жоли | Союз за народное движение |            |

## Экономика

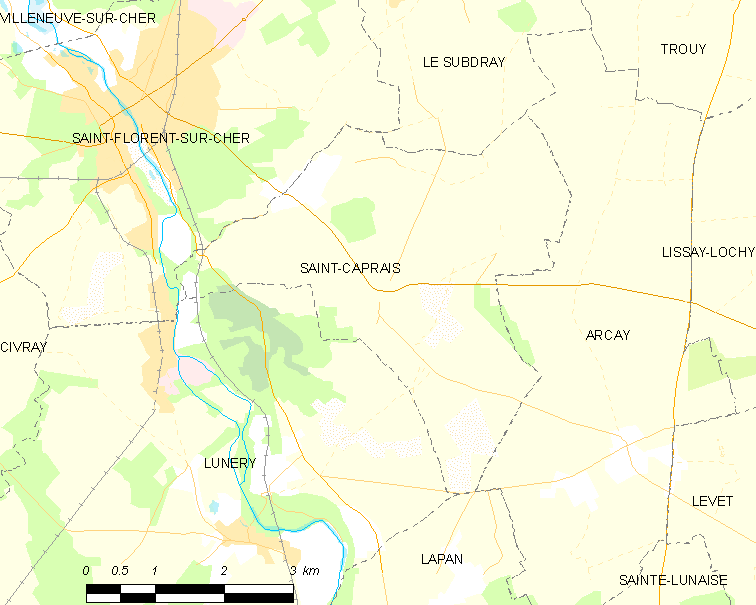
Карта коммуны

В 2007 году среди 414 человек в трудоспособном возрасте (15-64 лет) 353 были экономически активными, 61 — неактивными (показатель активности — 85,3 %, в 1999 году было 77,9 %). Из 353 активных работали 332 человека (172 мужчины и 160 женщин), безработных было 21 (11 мужчин и 10 женщин). Среди 61 неактивных 24 человека были учениками или студентами, 19 — пенсионерами, 18 были неактивными по другим причинам.